# Нитрат актиния(III)
Нитрат актиния(III) — Ac(NO3)3, неорганическое соединение, актиниевая соль азотной кислоты. Белое вещество, хорошо растворимое в воде.
При нагревании выше 600 °C разлагается:
{\displaystyle {\mathsf {4Ac(NO_{3})_{3}=2Ac_{2}O_{3}+12NO_{2}+3O_{2}}}}
Нитрат актиния может быть получен растворением актиния или гидроксида актиния в азотной кислоте. Соль используется как источник ионов Ac3+ для получения нерастворимых соединений актиния осаждением из водных растворов.